# Байкаловське сільське поселення (Байкаловський район)
Байка́ловське сільське поселення (рос. Байкаловское сельское поселение) — сільське поселення у складі Байкаловського району Свердловської області Росії.
Адміністративний центр — село Байкалово.
Населення сільського поселення становить 8281 особа (2019; 8720 у 2010, 9740 у 2002).
Станом на 2002 рік існувало 6 сільських рад: Байкаловська сільська рада (село Байкалово, присілки Ісакова, Комариця, Сергина, Чащина), Комлевська сільська рада (присілки Заніна, Комлева), Липовська сільська рада (присілки Калиновка, Липовка, Малкова), Ляпуновська сільська рада (село Ляпуново, присілки Велика Сіркова, Долматова, Зарічна, Інішева, Крутикова, Мала Сіркова, Чувашева), Пелевінська сільська рада (присілки Захарова, Ключева, Пелевіна, Сафонова) та Шаламівська сільська рада (присілки Сапегіна, Соколова, Шалами, Шушари).

## Склад
До складу сільського поселення входять:
| Населений пункт          | Населення, осіб (2002) | Населення, осіб (2010) |
| ------------------------ | ---------------------- | ---------------------- |
| Байкалово, село          | 6144                   | 5789                   |
| Велика Сіркова, присілок | 94                     | 46                     |
| Долматова, присілок      | 18                     | 14                     |
| Заніна, присілок         | 1                      | 0                      |
| Зарічна, присілок        | 7                      | 12                     |
| Захарова, присілок       | 252                    | 220                    |
| Інішева, присілок        | 76                     | 47                     |
| Ісакова, присілок        | 102                    | 82                     |
| Калиновка, присілок      | 124                    | 102                    |
| Ключева, присілок        | 154                    | 126                    |
| Комариця, присілок       | 24                     | 20                     |
| Комлева, присілок        | 139                    | 71                     |
| Крутикова, присілок      | 7                      | 6                      |
| Липовка, присілок        | 429                    | 378                    |
| Ляпуново, село           | 1078                   | 908                    |
| Мала Сіркова, присілок   | 52                     | 21                     |
| Малкова, присілок        | 12                     | 13                     |
| Пелевіна, присілок       | 432                    | 365                    |
| Сапегіна, присілок       | 43                     | 37                     |
| Сафонова, присілок       | 64                     | 43                     |
| Сергина, присілок        | 77                     | 80                     |
| Соколова, присілок       | 18                     | 19                     |
| Чащина, присілок         | 63                     | 46                     |
| Чувашева, присілок       | 22                     | 9                      |
| Шалами, присілок         | 234                    | 206                    |
| Шушари, присілок         | 74                     | 60                     |